# Machaerota ensifera
Machaerota ensifera är en insektsart som beskrevs av Hermann Burmeister 1835. Machaerota ensifera ingår i släktet Machaerota och familjen Machaerotidae. Inga underarter finns listade i Catalogue of Life.